# Manska mačka
Manska mačka ili manx je prirodno nastala pasmina domaće mačke, koja je nastala na otoku Manu u Irskom moru, prije 200 do 300 godina. Manska mačka je poznata po potpunom ili djelomičnom nedostatku repa.  

## Nastanak
Moderna znanost objašnjava porijeklo manske mačke dolaskom mačaka s dominantnim mutacijskim genom bezreposti na otok Man, najvjerojatnije tijekom 18.stoljeća.
Bezrepost se povremeno javlja kod svih mačaka kao slučajna prirodna mutacija, ali opstaje samo u izoliranim skupinama.
Mutacija koja skraćuje rep manske mačke, stvara različite stupnjeve skraćenja. Tako se u leglima manskih mačaka nalaze mačići svih stupnjeva skraćenog repa.
Današnji idealan manx za izložbe je potpuno bez repa. Manx mačke s djelomičnim ili čitavim repom ne mogu se kvalificirati za izložbe. 

## Tjelesna obilježja
Najizrazitija tjelesna obilježja ove mačke su nedostatak repa i visoke (duge) stražnje noge.
- Težina: 3,5-5,5 kg
- Glava: velika i okrugla
- Oči: usklađene s bojom dlake
- Uši: veće i visoko postavljene, s okruglim vrhom
- Tijelo: čvrsto, zbijeno.
- Noge: stražnje noge su vidljivo dulje od prednjih
- Boje: mnoge boje su prihvaćene, kao i njihove kombinacije Mačić manske mačke
- Dlaka: gusta, dvoslojna, bogata. Kvaliteta dlake je važnija od boje
- Stražnjica: okrugla, široka
- Rep: bez izbočine kosti ili hrskavice

Manske mačke se izlažu u dvije duljine dlake. 
- Narav: Manska mačka smatra se tihom, vrlo dobroćudnom i razigranom mačkom.

## Manx sindrom
Manx sindrom je kolokvijalni naziv za stanje koje je rezultat mutacijskog gena bezreposti koji previše skraćuje kralježnicu.
On može ozbiljno oštetiti leđnu moždinu i živce, uzrokovati malformaciju leđne moždine (spina bifida) kao i probleme s crijevima, mokraćnim mjehurom i probavom. U jednoj studiji je utvrđeno da se ovo javlja kod oko 20% manskih mačaka, od kojih su skoro sve bile potpuno bez repa.
Današnja pojava sindroma je rijetka obzirom na pažljivu uzgojnu praksu.

## Vanjske poveznice
- Mica Maca: Manx - Mačka drevnih kapetana  Arhivirana inačica izvorne stranice od 4. ožujka 2007. (Wayback Machine)
- Britanski manx klub
- Manx sindrom, mit i istina  Arhivirana inačica izvorne stranice od 11. travnja 2007. (Wayback Machine)